# Вільясбуенас
Вільясбуенас (ісп. Villasbuenas) — муніципалітет в Іспанії, у складі автономної спільноти Кастилія-і-Леон, у провінції Саламанка. Населення — 236 осіб (2010).
Муніципалітет розташований на відстані близько 250 км на захід від Мадрида, 80 км на захід від Саламанки.
На території муніципалітету розташовані такі населені пункти: (дані про населення за 2010 рік)
- Баррерас: 31 особа
- Вільясбуенас: 205 осіб

## Демографія
Динаміка населення (INE ):

## Зовнішні посилання
- Провінційна рада Саламанки: індекс муніципалітетів [Архівовано 23 квітня 2009 у Wayback Machine.]
- Вебсторінка муніципалітету
- Посилання на Google Maps